# V.I.P. (chanson de Françoise Hardy)
Pour les articles homonymes, voir V.I.P..
Singles de Françoise Hardy
Moi vouloir toi
(1984) Laisse-moi rêver
(1988)
V.I.P. est une chanson de Françoise Hardy, sortie en single en 1986. Ce titre marque la première collaboration entre Hardy et le compositeur Jean-Noël Chaléat, connu pour avoir travaillé avec Alain Chamfort. Le titre figure sur une compilation, éditée la même année. Il entre brièvement au Top 50 en mai 1986. Le single s'est vendu à 52 000 exemplaires.

## Classement
| Classement (1986) | Meilleure position |
| ----------------- | ------------------ |
| France (SNEP)     | 48                 |